# Associazione italiana per lo studio del giudaismo
L'Associazione Italiana per lo Studio del Giudaismo (sigla AISG), fondata a Bologna nel 1979, è la principale istituzione scientifica e culturale italiana dedita alla ricerca nel campo dell'ebraismo dalle sue origini ai nostri giorni. Ne è presidente Corrado Martone dell'Università di Torino.
Presidente emerito è Mauro Perani dell'Università di Bologna.
L'associazione è composta da studiosi italiani e stranieri, accademici o liberi ricercatori, e attualmente conta 20 soci onorari, 217 soci ordinari e 70 soci aggregati da tutto il mondo. Ne fanno (o ne hanno fatto) parte studiosi di fama come Shlomo Simonsohn, Roberto Bonfil, Vittore Colorni, Daniel Carpi, Sergio Della Pergola, Eliott Horowitz, Kenneth Stow, Paolo Sacchi, Gabriele Boccaccini, Clara Kraus Reggiani o Johann Maier.
L'associazione pubblica una propria rivista scientifica dal titolo Materia Giudaica, edita dalla casa editrice Giuntina di Firenze, e una propria collana di studi.
L'AISG organizza annualmente convegni e seminari internazionali di studio favorendo un ampio dibattito; è la corrispondente italiana della European Association for Jewish Studies (EAJS) del Department of Jewish Studies dell'Università di Oxford.
Il sito dell'associazione contiene per ogni socio una dettagliata scheda bibliografica.